# زدينيك بوسبيخ
زدينيك بوسبيخ (بالتشيكية: Zdeněk Pospěch)‏ ، من مواليد 14 ديسمبر 1978 في أوبافا في تشيكوسلوفاكيا ، لاعب كرة قدم تشيكي.
يلعب مع نادي كوبنهاغن الدنماركي منذ عام 2008.
يلعب مع منتخب التشيك لكرة القدم منذ عام 2005.

## روابط خارجية
- زدينيك بوسبيخ على موقع الاتحاد التشيكي (الإنجليزية)
- زدينيك بوسبيخ على موقع قاعدة بيانات كرة القدم.إي يو (الإنجليزية)
- زدينيك بوسبيخ على موقع بيانات كرة القدم. دي إي (الألمانية)
- زدينيك بوسبيخ على موقع ناشيونال فوتبول تيمز (الإنجليزية)
- زدينيك بوسبيخ على موقع Soccerway.com (الإنجليزية)
- زدينيك بوسبيخ على موقع عالم كرة القدم.نت (الإنجليزية)
- زدينيك بوسبيخ على موقع AS.com (الإسبانية)